# Clubiona linzhiensis
Clubiona linzhiensis là một loài nhện trong họ Clubionidae.
Loài này thuộc chi Clubiona. Clubiona linzhiensis được Hsen Hsu Hu miêu tả năm 2001.